# Henri Fazy
Pour les autres personnalités de même nom de famille, voir Fazy.

Henri Fazy, né le 31 janvier 1842 à Berne et décédé le 22 décembre 1920 à Genève, est un homme politique suisse membre du Parti radical-démocratique.
Cousin éloigné de James Fazy et filleul du général Guillaume Henri Dufour, Henri Fazy étudie le droit à Genève puis mène une carrière scientifique et politique.

## Biographie
Conservateur du Musée archéologique de Genève de 1862 à 1864, archiviste d'État puis directeur des archives d'État de 1885 à sa mort, Fazy est également professeur d'histoire nationale au Collège industriel et commercial et professeur extraordinaire d'histoire de Genève à l'université (1890-1898). Il publie par ailleurs de nombreux ouvrages et articles sur Genève.
Secrétaire général de l'Institut national genevois (1873-1902) puis président de ce dernier à partir de 1903, il est élu député au Grand Conseil pour la première fois en 1868. Conseiller d'État chargé des finances en 1870-1875 et 1897-1920, il introduit l'impôt sur la fortune qui soulève des critiques, en particulier de la part de Gustave Ador. Conseiller national puis conseiller aux États, il s'affirme comme un fédéraliste convaincu.
Avec son frère Georges et quelques amis, il fonde en 1868 le mouvement « La Jeune République » qui se réclame du radicalisme et s'oppose à la politique anticléricale d'Antoine Carteret. Jules Vuy, Carl Vogt, le docteur Jean-Henri Duchosal (de) font partie de ce mouvement. Il fait ainsi campagne pour la séparation de l'Église et de l'État qui aboutit à la loi de 1907 supprimant le budget des cultes. Il lutte également en 1892 contre la représentation proportionnelle.